# Mike Whitmarsh
Michael John "Mike" Whitmarsh, född 18 maj 1962 i San Diego i Kalifornien, död 17 februari 2009 i Solana Beach i Kalifornien, var en amerikansk beachvolleybollspelare.
Whitmarsh blev olympisk silvermedaljör i beachvolleyboll vid sommarspelen 1996 i Atlanta.